# Севрюки (Барановицький район)
Севрюки (біл. Сеўрукі) — село в Білорусі, у Барановицькому районі Берестейської області. Орган місцевого самоврядування — Жемчужненська сільська рада.

## Населення
За переписом населення Білорусі 2009 року чисельність населення села становило 544 особи.